# Neunkirchen (Alsó-Ausztria)
Neunkirchen osztrák város, Alsó-Ausztria, Neunkircheni járásának székhelye. A Bécsi-medence déli peremén, a B-17 sz. szövetségi főútvonal mellett, Bécsújhelytől 18, a Semmering-hágótól 31 km-re fekszik. 2019 januárjában 12 709 lakosa volt.

## Fekvése

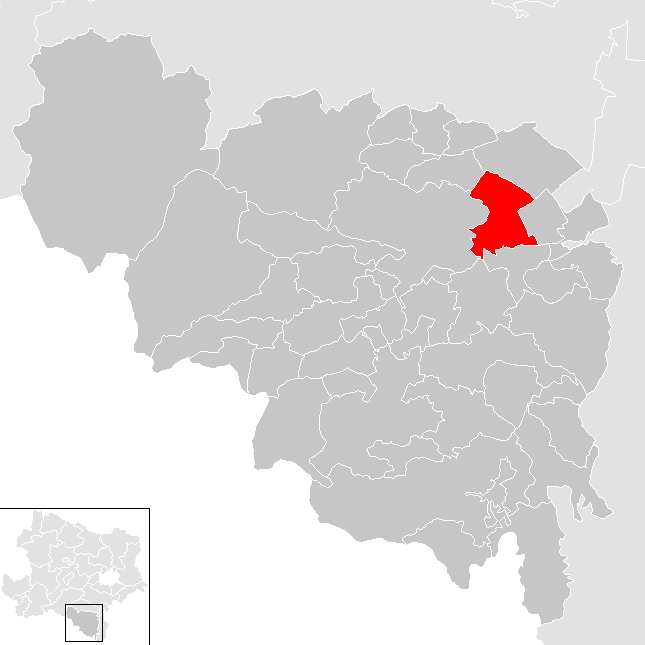
Neunkirchen a Neunkircheni járásban

Neunkirchen Alsó-Ausztria délkeleti szektorában fekszik, amelyet Industrieviertelnek (kb. „Iparvidéknek”) is neveznek, az északkeleti Weinviertel („Borvidék”), az északnyugati Waldviertel („Erdővidék”) és a délnyugati Mostviertel („Mustvidék”) vidék mintájára. A település a Steinfeld nevű, kelet-nyugati irányban nyitott síkságon fekszik, folyója a Schwarza, amely átszeli a várost. Neunkirchen kerületet délről a Bucklige Welt dombvidék (Alsó-Ausztria legdélibb szeglete), északkelet felől az Északi-Mészkőalpok (Nördliche Kalkalpen) csoportjához tartozó Schneeberg és a Rax (Raxalpe) masszívumok határolják. A városon áthalad a B-17 szövetségi főútvonal és az S-6 autóút, valamint az osztrák Déli Vasútvonal (Südbahn), Bécsújhely felől Gloggnitz–Semmering, a Mura-völgy felső szakasza (Bruck an der Mur, Leoben), és általában Nyugat-Stájerország felé.
A város területe 20,26 km2. Neunkirchen város részei: Belváros (Innere Stadt), Tal, Steinplatte, Mühlfeld, Au, Steinfeld, Lerchenfeld és a Blätterstraßensiedlung. Az önkormányzathoz csatolt további községek Mollram és Peisching.
A környező önkormányzatok: északnyugaton Würflach, északkeleten Sankt Egyden am Steinfeld, nyugaton Ternitz, keleten Breitenau, délen Wartmannstetten, délkeleten Natschbach-Loipersbach.

## Történelme
Neunkirchen a Bécsi-medence egyik legrégebben lakott települése. A Római Birodalom idején ez a vidék Noricum provinciához tartozott. Itt húzódott a Pannóniát és az alpesi vidékeket összekötő út (a mai Blätterstraße, az L-137 sz országút helyén, a mai Bad Fischau felé). A korai középkorban jelentős település alakult itt ki, saját plébániatemplommal, amelynek első okleveles említése 1094-ből való. A település erről a keresztény templomról kapta nevét: „bei der niuwen kirchen” (jelentése kb. „az új templomnál”), ebből alakult később „Neuenkirchen” (azaz „Újtemplom”, „Újegyháza”), majd a mai „Neunkirchen” névforma. A mai név a modern német nyelvben szó szerint „kilenc templomot” jelent, de ez megtévesztő: csak az „új” (neu) és a „kilenc” (neun) szavak alaki hasonlóságából származik. A kételyt erősíti, hogy a város címerében ténylegesen 9 db templom szerepel.

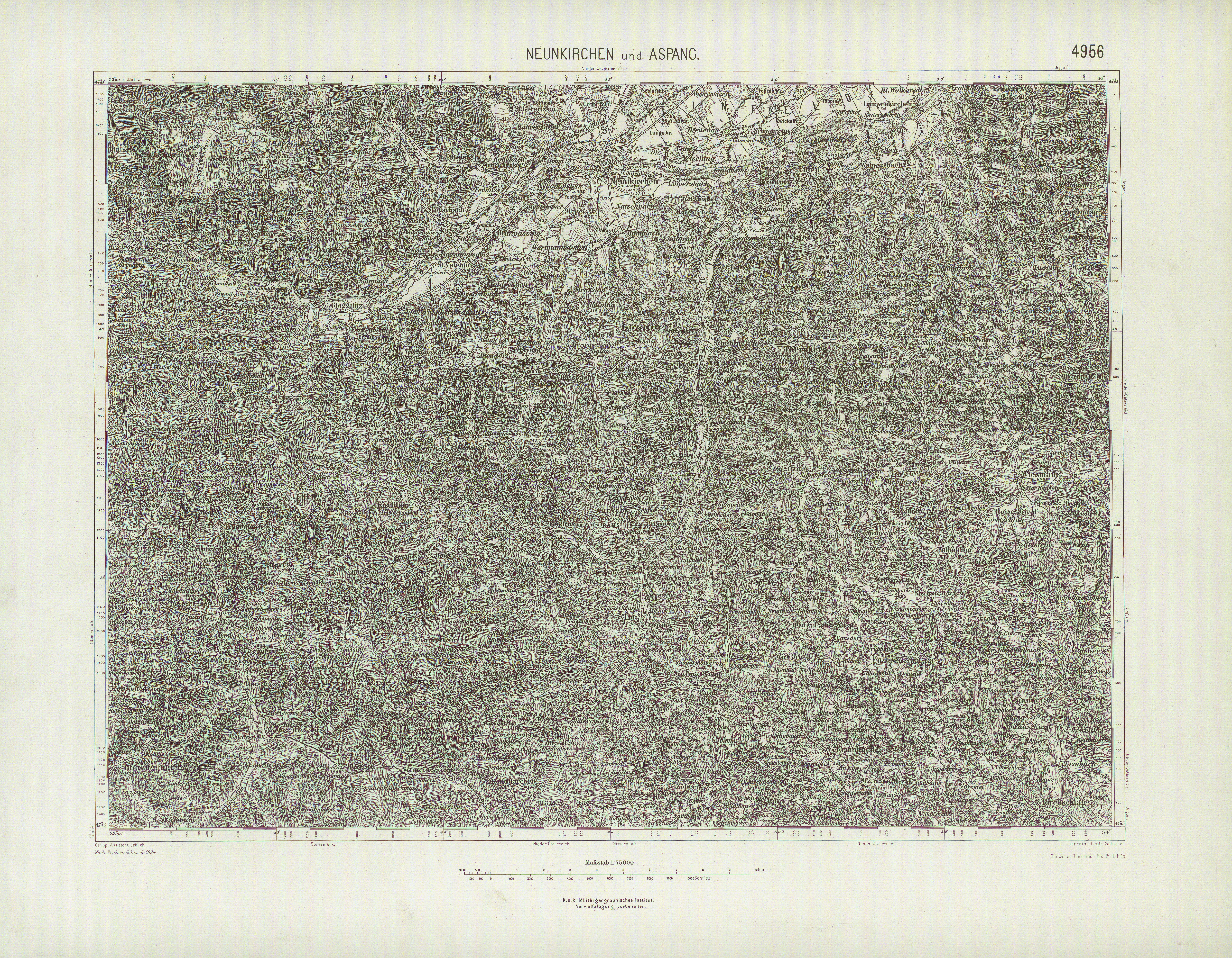
A Bécsi-medence déli része, Neunkirchen és Aspang vidéke 1873-ban, a Ferenc József uralkodása idején elvégzett (3.) országos katonai felmérés alapján.

A középkorban a település a Stájer Hercegséghez tartozott, jelentőségét elsősorban korai szentegyháza adta. 1136-ban III. Lothár német-római császártól megkapta a vásárjogot és a pénzverés jogát, ami tekintélyes kereskedelmi és közlekedési központtá tette. 1194-ben azonban e fellendülés megtört. A város a stájer herceg (ekkor egyben Ausztria hercege, Habsburg V. Lipót birtokába jutott, aki ebben az évben alapította meg Bécsújhelyet, hogy a védtelen Steinfeldet megvédje a magyarok betöréseitől. V. Lipót (majd fia, VI. Lipót herceg megvonta Neunkirchentől a fontos vásári és pénzverési jogokat, és az új szomszédvárnak adta.
A 13. században között Ulrich von Liechtenstein stájer Minnesänger (vándor trubadúr és költő) két alkalommal (1227-ben és 1240-ben) járt és szerepelt Neunkirchenben, írásaiban megemlékezik a városról.
1481-ben Hunyadi Mátyás király hódította meg a várost, Bécsújhellyel együtt, 1485-ig. A 15. század végén, a korai török háborúk során a török csapatok becsaptak Stájerországba és Karintiába (a mai Szlovéniába) is. A háború finanszírozására a herceg elkoboztatta a zsidó közösségek vagyonát, 1496-ban a zsidókat kiűzték Neunkirchenből. (1998-ban egy régészeti feltárás során a Malom-téren (Mühlplatz) megtalálták a középkori zsinagóga maradványait. 1562–1567 között és 1692-ben pestisjárványok tizedelték a lakosságot.
1631-ben a Hoyos grófi család, a környék földesura erődített minorita kolostort alapított Neunkirchenben. A következő évtizedekben ez lett város védelmének központja, a lakosság menedéke az oszmán-törökök rajtaütései idején. 1683-ban, Bécs második ostroma idején a török portyázók bevették és felprédálták a várost.
1713-ban újabb pestisjárvány sújtotta a várost, erre (és a korábbi csapásokra is) emlékeztet az 1725-ben a Főtéren felállított Szentháromság-szobor (Dreifaltigkeitssäule). 1752-ben tűzvész tört ki a piactéren, ami elpusztította szinte az egész belső várost, de a plébániatemplom és a minorita kolostor épségben maradt.
1782-ben VI. Piusz pápa éjszakázott a városban. Személyesen utazott Bécsbe, hogy II. József császárt rábírja, törölje el az egyházi vagyon kisajátításáról hozott rendeleteit, itt A pápa fogadására Bécsből ide érkező császár a hagyomány szerint itt, Neunkirchenben, a nyílt utcán, szabad ég alatt üdvözölte Piuszt, de a kötelező kézcsókot gondosan elkerülte, csupán uralkodói kézfogással köszöntötte az egyházfőt. (Piusz pápa erőfeszítései sikertelenek voltak, II. József nem vonta vissza a kifogásolt rendeleteket).
A 19. század elején gyors iparosodás indult meg, főleg a Francia-Svájcból érkező gyáriparosok beruházásai révén. Az első létesítmény a textilnyomó üzem (Druckfabrik) volt. Neunkirchen fokozatosan iparvárossá vált. 1823-ban Ludwig Brevillier a bátyjával, Karl Wilhelm Brevillier-vel együtt megalapította a neunkircheni Csavargyárat (K.k. Holz- und Metallschraubenfabrik), ez volt az Osztrák Császárság első ipari üzeme iparvállalata ebben a szakágban. A Csavargyár alapítójának nevét a Brevillier utca őrzi. A sokasodó lakosságot kolerajárványok sújtották (1836, 1849 és 1855).
1826-ban I. Ferenc császár uralkodói kegylevélben engedélyezte, hogy a neunkircheni evangélikusok egy alkalmassá tett gyárépületben saját istentiszteletet tarthassanak. A szigorúan katolikus államvallású Osztrák Császárságban ezt csak uralkodói engedéllyel tehették. 1862–63-ban a mai Stockhammer utcában evangélikus templom épült, amely egész Alsó-Ausztria első olyan evangélikus temploma, amely nem átalakított épület, hanem eleve templomnak épült.
1895-ben a városi ivóvízhálózatot rákötötték az I. sz. Bécsi Magashegyi Forrásvíz-vezetékre. 1907. július 1-jén a Mária Mennybeviteléről elnevezett r.k.plébániatemplom leégett, 1908–09-ben újjáépítették.
1920. augusztus 17-én Neunkirchent városi rangra emelték. 1936-ban a város megünnepelte a vásártartási és pénzverési jog elnyerésének 800-ik évfordulóját. (A város fennállásának 900. évfordulója 1944-ben lett volna esedékes, de a háború miatt a megemlékezés elmaradt).
A második világháború utolsó szakaszában, 1945 áprilisának végén, a bécsi csatával egyidejűen harcok folytak Neunkirchen birtoklásáért is. Leégett a Városháza, az új Városházát (Rathaus) 1950-ben nyitották meg. 1960-ban betagolták Neunkirchenbe a Déli Vasút (Südbahn) túlsó, észak oldalán fekvő Blätterstraßensiedlung, a régi római útvonal melletti új lakónegyedet. 1969-ben a városhoz csatolták Mollram és Peisching falvakat. Az 1980-as évek végén a műemléki belvárost nagy ráfordítással renoválták.
A kelet-európai rendszerváltás nyomán az 1990-es évek elején a helyi iparvállatok többségét felszámolták, ez a városkép radikális megváltozását hozta magával. A Főtér környékét rendezték, számos új bevásároló utcát, gyalogos zónát alakítottak ki, a történelmi környezet megsértése nélkül. A városközpont körül nagy befogadóképességű autóparkolók épültek. A nyugati városhatáron, Ternitz szomszédságában kiépítették az „Am Spitz” üzleti negyedet, számos új bevásároló központtal. 1992-ben az újjáformált Belvárost önálló településrésszé nyilvánították. 1994-ben Neunkirchen rendezvényekkel ünnepelte fennállásának (első említésének) 900. évfordulóját. 1998-ban a város vezetése megvásárolta a bezárt Csavargyár (Brevillier&Urban Schraubenwerke) telkét (a Főtértől nyugatra), itt újabb bevásárlóközpont (Panoramapark) építésébe fogtak.

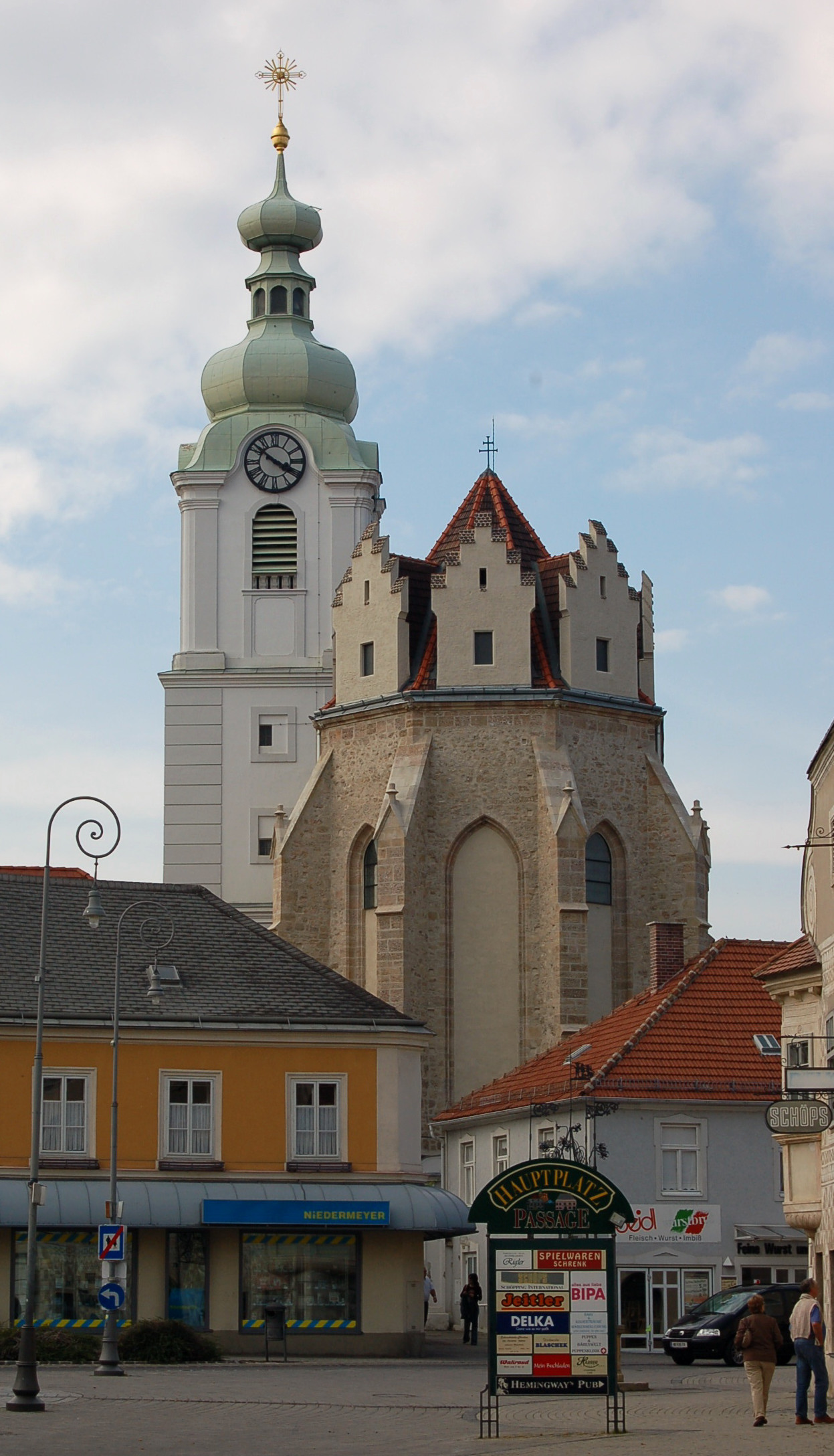
A Mária Mennybevitele (Mariä Himmelfahrt) r.k. plébániatemplom

## Lakosság
Neunkirchen városnak 2005. december 31-én hivatalosan 12 020, 2019. január 1-jén 12 709 lakosa volt. A 19. század utolsó harmadában, a 20. század eső évtizedéig igen gyorsan nőtt a népesség. Az 1910-es népszámláláskor Neunkirchen történetének legmagasabb lélekszámát mutatták ki (12 920 lakos), ezután a népesség csökkent. A legerősebb fogyás (-5,9%) a második világháború alatti és utáni években mutatkozott (1939–1953 között). 1961–1971 között enyhe (+1,2%-os) növekedést tapasztaltak. 1991-ben a 10 216-os érték jelentette a mélypontot 1900 óta. Az ezredfordulóra a helyzet megfordult: 2001-re a népesség növekedése elérte a +7,9%-or, amely kizárólag az erős bevándorlásnak köszönhető (+9,8%), mert ugyanebben az időszakban a születések száma tovább csökkent (–1,9%).
A lakosság 60,7%-a római katolikus, 5,5% evangélikus, 13,1% iszlám vallásúnak vallja magát, 17,1% nem adott meg erre utaló adatot. A városban két plébániatemplom található, a régi r.k. Mária Mennybevitele (Mariä Himmelfahrt) templom, és az evangélikus templom.

## Politika, helyi sajtó
Neunkirchen polgármestere (a 2010. március 14-i választás óta) Herbert Osterbauer (ÖVP), alpolgármestere Martin Fasan, Zöld Lista (Die Grünen). A városi képviselő testület (Gemeinderat) 37 tagból áll, ebből az SPÖ 15, az ÖVP 12, a Zöld Lista pártjai 6, az FPÖ 3, a „Kékek” (Die Blauen) 1 mandátumot birtokolnak. (Az ezt megelőző, 2005-ös választáson az SPÖ 19, az ÖVP 9, a Zöld Lista 7, az FPÖ 1 mandátumot szerzett.)
Helyi sajtó: A Gemeindestube a neunkircheni községi önkormányzat tájékoztatója. A Niederösterreichische Nachrichten regionális napilapnak van neunkircheni helyi kiadása. Ingyenesen terjesztett lapok: Schwarzataler Bezirksbote és a Bezirksblatt Neunkirchen.

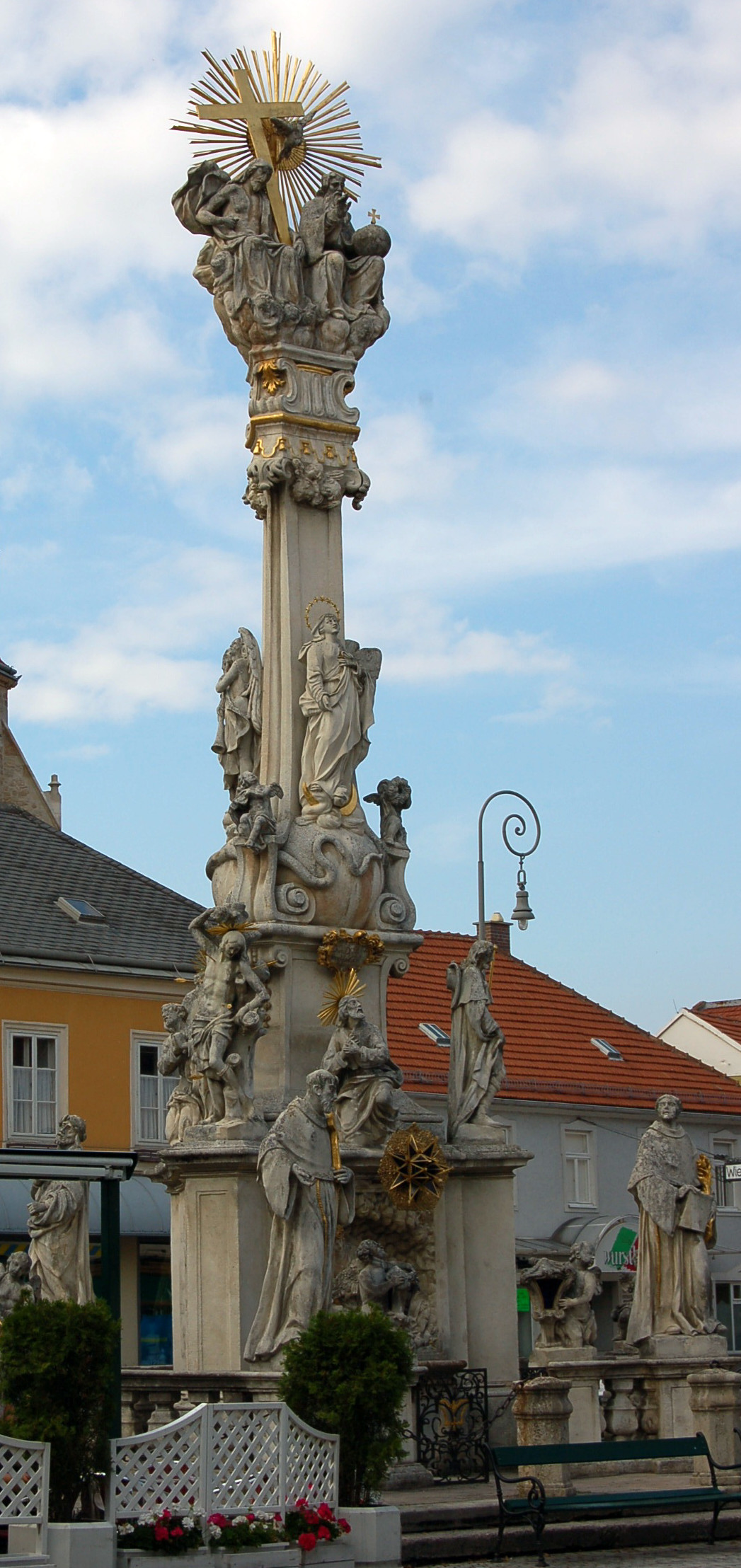
A Szentháromság-szobor

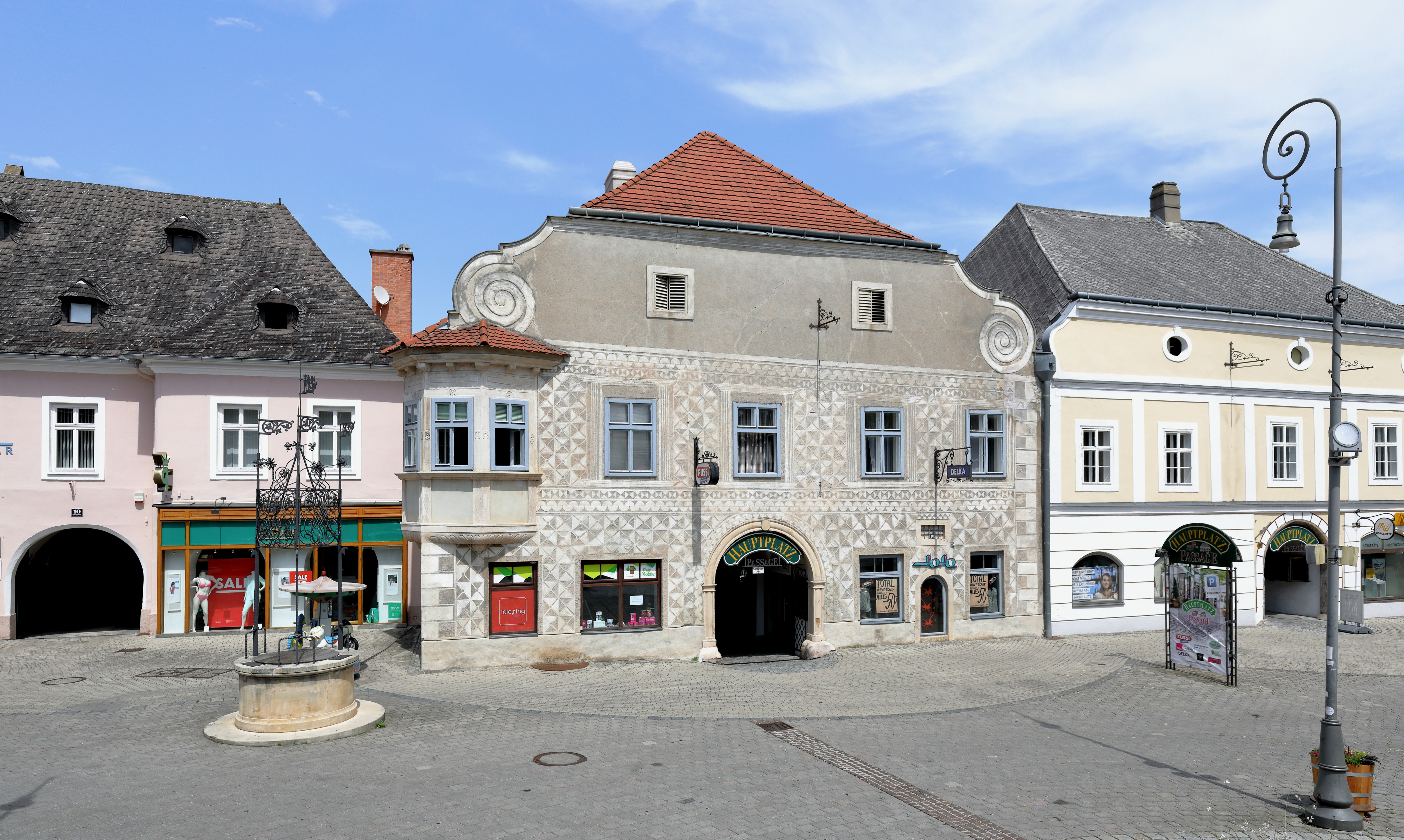
Polgárházak a Főtéren

## Látnivalók
- Mária Mennybevitele r.k. plébániatemplom (r.k. Stadtpfarrkirche Mariä Himmelfahrt): Első okleveles említése 1094-ből való. Nagy méretű, 13. századi késő román, háromhajós bazilika, amelyet a 14. században korai gótikus stílusban átépítettek, megtartva a román kori építménynek a kórus és a főhajó közötti terét. A késő gótikus kórus, keresztbordás boltozattal, belógó zárókövekkel, faragott kőkonzolokkal a 15. század első feléből való. A templomot a 16. században megerődítették, hogy a török háborúkban a lakosságnak menedéket nyújtson. A Hoyos bárók (később grófok) 1548-ban lettek a plébániatemplom kegyurai, ők adták a templom rokokó berendezését. 1630–31-ben Hans Balthasar von Hoyos minorita kolostort alapított Neunkirchenben, a plébániatemplom azóta egyben a kolostor temploma is. 1907-ben leégett, az újjáépítéskor romantikus stílusú épületelemek kerültek a kórus és a torony külsejére. A toronyban lévő 4 db nagyméretű harangot a Pfundner öntöde készítette 1951-ben.
- Városháza (Rathaus): (Főtér 1. sz.) 1889-ben az apró barokk városháza helyén historizáló stílusban kétemeletes új városházát emeltek. Ez a második világháború végén, 1945 április végén teljesen leégett. A romok helyén 1948–1950 között megépült a mai, modern Városháza, Leo Kammel bécsi építész tervei alapján. A homlokzat sgraffito-díszítését két helybéli művész, Karl Steiner és Fritz Weninger készítette.
- Szentháromság-szobor[6] (Főtér) A 14 méter magas homokkő oszlopot és szoborcsoportot az 1713-as pestisjárvány emlékére állították 1725-ben. Bécsújhelyi művészek alkotása: Michael Hackhofer festőművész terve alapján Andreas Schellauf szobrász készítette el.
- Evangélikus plébániatemplom: 1862–63-ban épült a Stockhammer utcában, Hans Petschnig bécsi építész tervei alapján, az észak-német téglatemplomok mintájára. Ausztria egyik legrégebbi – eleve templomnak épült – evangélikus istenháza.
- Főtér (Hauptplatz) és a Fa-tér (Holzplatz): 17–18. századi polgárházak szegélyezik.
- Városi Múzeum (Städtisches Heimatmuseum), Dr-Emil-Stockhammer-Gasse 13.
- Parkok: A Városi parkot (Stadtpark) 1903-ban nyitották meg, ritka hazai és külhoni virágokkal, növényekkel. Az Ispotály-park (Spitalspark) a kórház előtti zöld sétány a Schwarza-parton.

## Városi és regionális közintézmények
A neunkircheni kórházat 1898-ban alapították. Előbb a kerület kórháza (Bezirkskrankenhaus) volt, mai neve Neunkircheni Termálvíz-régió Klinikai Tömbje (Landesklinikum Thermenregion Neunkirchen). A Schwarza folyó északi partján, a Peischingerstraße 19. alatt található. Számos korszerű szakellátási osztállyal rendelkezik, több magyar orvos is dolgozik benne. A mentőszolgálatot az Osztrák Vöröskereszt helyi állomása látja el. A városi tűzőrségen kívül Mollram és Peisching társult községek saját tűzoltósággal rendelkeznek, valamennyit a kerületi riasztási központ (Bezirksalarmzentrale) irányítja. Peischingben kőszéntüzelésű fűtőerőmű működik, 120 m magas kéménye messziről látható.
A városban 3 általános iskola (Volksschule) és működik, ezen kívül több középiskola (szövetségi gimnázium, reálgimnázium, zenei középiskola, és több szakközépiskola (Berufsschule), továbbá egy szövetségi kereskedelmi akadémia és középiskola, gyógypedagógiai és egészségügyi asszisztensképző iskolák, zeneiskola. A osztrák Gazdasági Továbbképzési Központ (Wirtschaftsförderungsinstitut, WIFI) is működtet egy helyi fiókot.

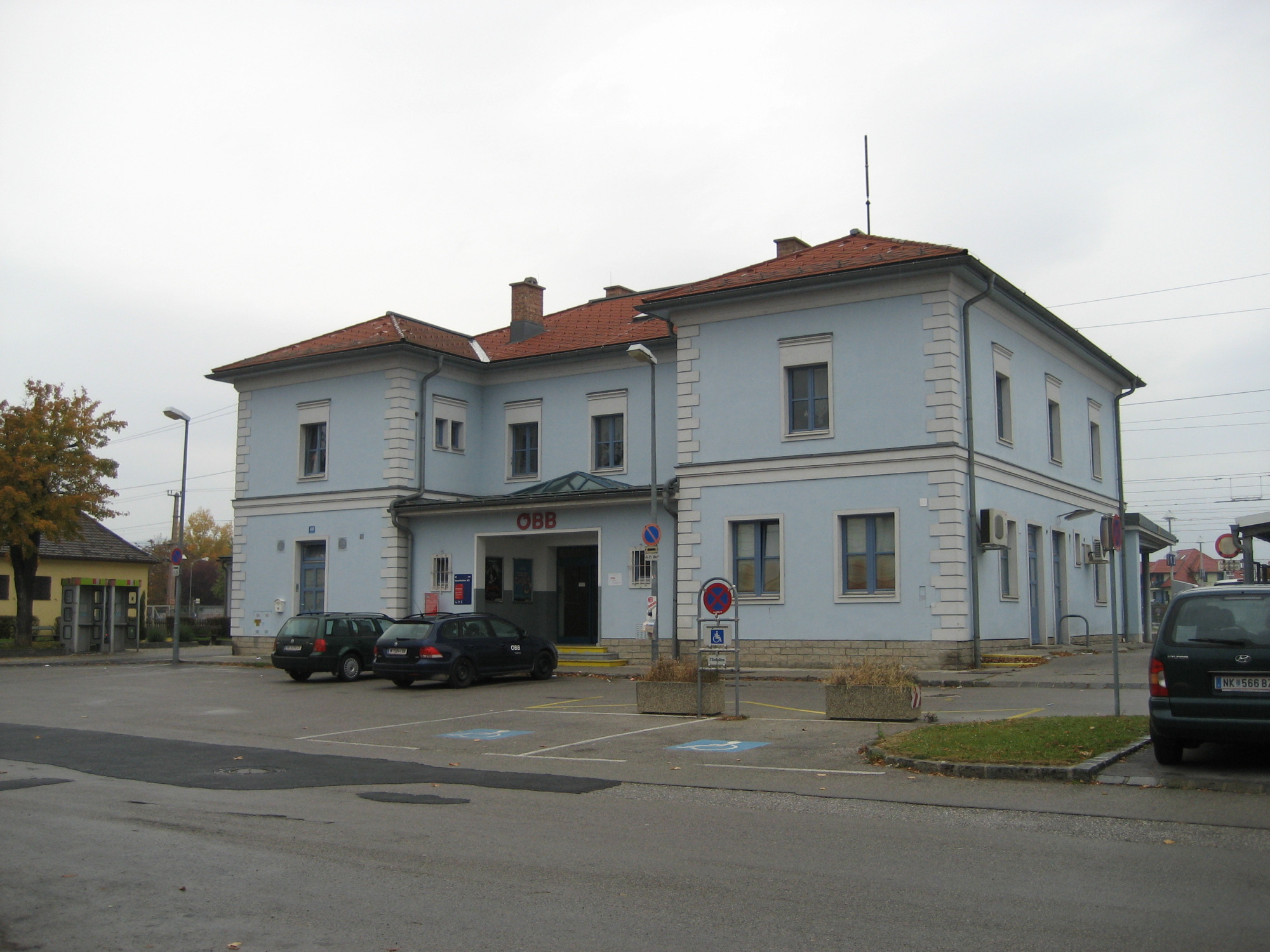
Neunkirchen, vasúti pályaudvar

## Közlekedés
A város fontos közlekedési csomópont, az évszázados, nagy forgalmú Bécs–Semmering–Karintia–Trieszt–Adria kereskedelmi útvonalon fekszik. Közúti kapcsolatai: a S-6 autóút (Semmering Schnellstraße), és az A2-es déli autópálya (Südautobahn), amelyek a Bécsújhely Csomópontban (Knoten Wiener Neustadt) találkoznak, továbbá a B-17 szövetségi főútvonal (Wiener Neustädter Straße). A B-26 szövetségi főútvonal Ternitzen keresztül Puchberg am Schneeberggel köti össze a várost. A mai Blätterstraße (L-137. sz. tartományi út) az ókori római Noricum–Pannónia kereskedelmi út nyomvonalán haladva, Neunkirchenből észak felé Weikersdorfon át Bad Fischauba, onnan Bécs felé vezet. Dél felé több tartományi útvonal vezet a Bucklige Welt és a Wechsel hegység vidékére.
Neunkirchen elérhető az osztrák Déli vasútvonalon (Südbahn), amely Bécsből Bécsújhelyen át a Semmering felé vezet. A bécsi Déli pályaudvarig 45-50 perc a menetidő. A vasúti pályaudvar a Schwarza folyótól északra található. Korábban (1909-től) innen indult a Neunkirchen–Willendorf tartományi vasút (Landesbahn) vonala is, de ezt 1939-ben felszámolták, ma csak egykori nyomvonala látható.
A neunkircheni autóbusz-pályaudvar a városközpontban, a Főtér szomszédságában fekvő Minorita téren (Minoritenplatz) található, innen indul és ide érkezik az összes helyközi buszjárat.

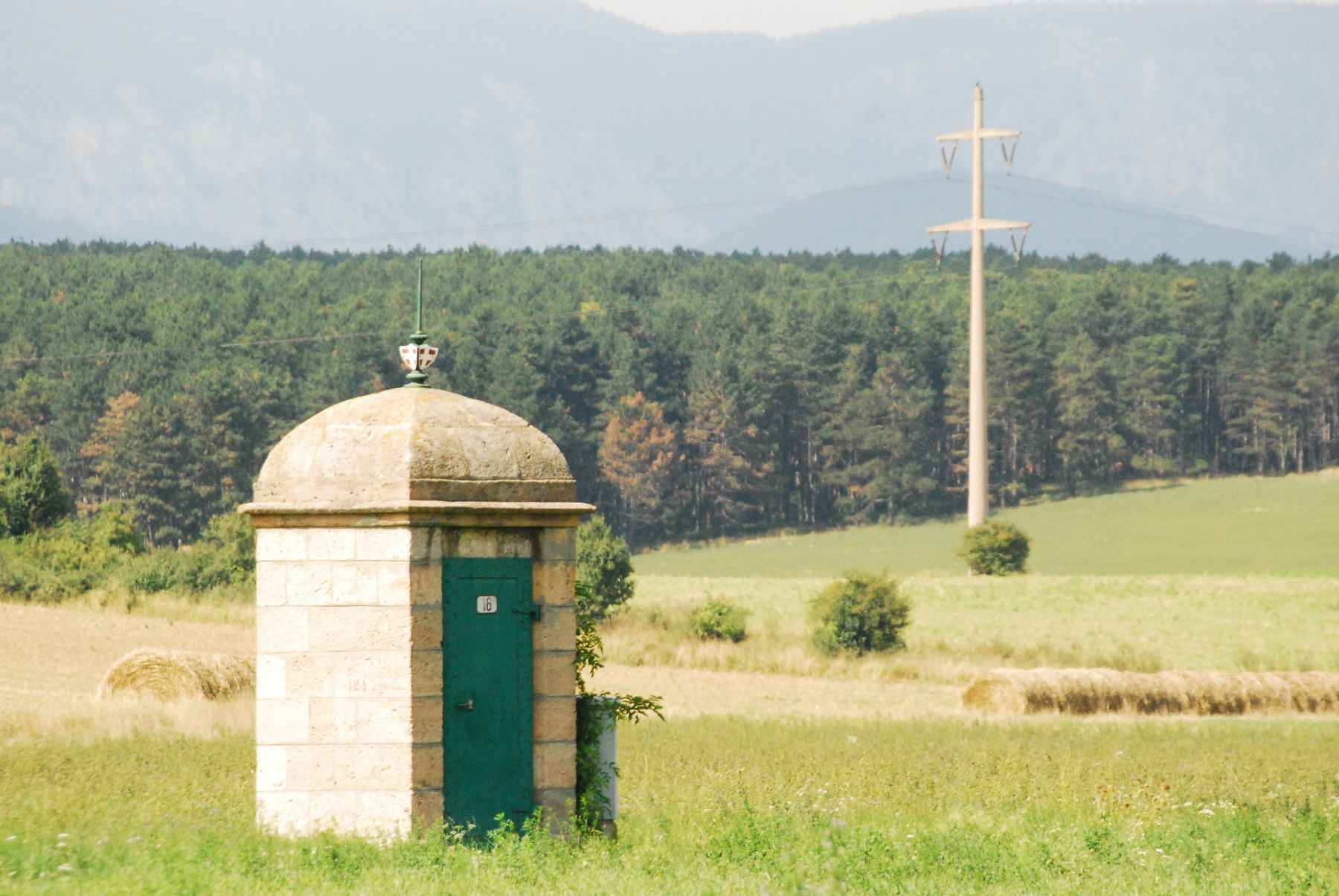
Az I. Bécsi Magashegyi Forrásvíz-vezeték 16. sz. szerviz-bejárata, Neunkirchen–Mollram térségében.

## A városhoz kötődő ismert személyek
- Dr. Emil Stockhammer: a város polgármestere 1885–1892 és 1900–1911 között. Ő harcolta ki, hogy Neunkirchen ivóvízhálózatát 1895-ben rákapcsolják a város területén haladó Bécsi Magashegyi Forrásvízvezetékre (Wiener Hochquellenwasserleitung). Hosszú időn át Neunkirchen volt az egyetlen vidéki település, amely a bécsi alpesi forrásvíz-vezetékről kapott egészséges ivóvizet.
- Alfons Maria Stickler (1910–2007), szalézi szerzetes, kuriális bíboros, 1983–88 között a Vatikán könyvtárának és archívumának vezetője.
- Karl Steiner (1902–1981) festő- és szobrászművész,
- Fritz Weninger (1892–?) festő, restaurátor, a Városi Múzeum kurátora,
- Anton Burger (1911–1991) SS-Obersturmführer, 1943–44 között a theresienstadti gettó egykori parancsnoka,
- Roland Königshofer (* 1962) kerékpárversenyző,
- Christian Fuchs (* 1986) labdarúgó.